# Olivier Fiquet
Olivier Fiquet (Francia, 18 novembre 1963) è un fumettista francese.

## Biografia
Nel 1987 Raymond Maric lo introduce nel mondo dei fumetti. Collaborano insieme a diverse pagine di giochi per la rivista Fripounet.
Nel 1988 entra a far parte dell'équipe di Éditions Vaillant per la quale realizza le pagine dei giochi di Pif Gadget e Pifou Découverte nonché le copertine di Pif Parade e nel 1992 con la chiusura del giornale Pif, Olivier Fiquet lascia la squadra di Pif e inizia a collaborare con il gruppo francese della Disney dove crea fumetti e giochi con Topolino come eroe. Illustra numerose copertine per le varie riviste Disney/Hachette.
Nel 1997 compie la prima svolta nella carriera dell'artista, Olivier Fiquet lascia per diversi anni il lavoro nel campo del fumetto e inizia un percorso lavorativo nell'animazione come storyboarder e disegnatore di personaggi per studi come Ellipsanime, France Animation, Story.
Nel 2004, con il ritorno in edicola di Pif Gadget, inizia una collaborazione con la nuova edizione lanciando tre serie parallele di fumetti: Le derby , una serie sul calcio, Mona apprendista detective e Les Robinsons con il disegno di Claude Bordeleau.
Nel 2005 dopo l’uscita dalla redazione di Ciccolini e Medioni, Olivier Fiquet è incaricato di riprendere le avventure di Pif con François Corteggiani alla sceneggiatura. Insieme reintroducono personaggi degli anni '80 come il Professor Belpomme e Krapulax .
Nel 2008 con la chiusura definitiva del giornale Pif Gadget New Version, Olivier Fiquet abbandona i fumetti e si sposta verso i videogiochi e l'animazione, specializzandosi nello sviluppo dei personaggi e nel concept art. Collabora con molti studi internazionali.
Nel 2015 Olivier Fiquet si trasferisce in Germania dove diventa il responsabile del team artistico prototipo per la società Goodgame Studio di Amburgo. Nel 2016 ritorna in Francia e dal 2021 Olivier torna a Disney Magazine France. Con questo editore sta di nuovo realizzando copertine per riviste